# Marta, Sebas, Guille y los demás
« Marta, Sebas, Guille y los demás» es el título de una canción de 2005 compuesta e interpretada por la banda española de pop Amaral.

## Descripción
Se trata del tercer sencillo del cuarto álbum de estudio de la banda, titulado Pájaros en la cabeza y fue lanzado al mercado el 29 de agosto de 2005.
El tema es un canto a la amistad, en especial la forjada durante los años de juventud, al tiempo que desprende la nostalgia de los distintos derroteros de esos grupos de amigos, con muchos de los cuales se termina perdiendo el contacto, una vez alcanzada la edad adulta. La letra, escrita por Eva en Santiago de Chile, está basada en las propias vivencias personales de los autores, amigos desde los 15 años, y las personas mencionadas son reales: Marta, la mejor amiga de infancia de Eva Amaral, Sebas, que se fue a vivir a Buenos Aires, Isabel, que fue despedida de su trabajo, Alicia, viviendo en Barcelona, Claudia que fue madre y un tal Guille, del que se perdió la pista. Según ha declarado la propia Eva, tras la publicación del disco, Guille contacto con el dúo a través de la discográfica, para hacerles llegar su nueva localización.
Alcanzó el número 1 de la lista de Los 40 principales el 28 de enero de 2006.

## Versiones
El tema ha sido versionado por la banda Carolina Durante en 2023. Además, se incluyó en el repertorio de temas interpretados en el espectáculo 40. El Musical (2009).